# وارلاک (گروه موسیقی)
وارلاک (به انگلیسی: Warlock) یک گروه هوی متال آلمانی بود که در سال ۱۹۸۲ توسط اعضای گروه‌های زیرزمینی Snakebite و Beast در دوسلدورف تأسیس شد. این گروه در اواسط دههٔ ۱۹۸۰ در اروپا به‌دلیل شخصیت و حضور صحنه‌ای خوانندهٔ اصلی، دورو پش، به محبوبیت و موفقیت تجاری دست یافت. وارلاک از گروه‌های موفق هوی متال در تور، مانند وسپ، جوداس پریست، دیو و مگادث حمایت کرد.
در پایان دهه، دورو پش تنها عضو اصلی بود که در گروه باقی ماند و به‌دلایل قانونی مجبور شد نام خود را به دورو تغییر دهد. دورو، گروه، همچنان چندین آهنگ برگرفته از رپرتوار وارلاک را در برنامه‌های زندهٔ خود پخش می‌کنند. گروه از سال ۲۰۰۳ با نام وارلاک ۱۹۸۶برای حضور در جشنواره‌ها و مناسبت‌های خاص دوباره متحد شد.

## تاریخچه

### تشکیل و اولین قرارداد
اولین هستهٔ گروه تحت نام Snakbite در دوسلدورف، آلمان غربی در سال ۱۹۸۰ تشکیل شد، و از دورو پش در آواز، مایکل بستیان در گیتار، فرانک رایتل در بیس و توماس فرانکه در درام تشکیل شد و در ادامه از گروه Stallion به‌زودی مایکل اوریش جایگزین فرانکه شد و درست قبل از انحلال Snakebite، پیتر سیگتی چپ دست را به عنوان دومین گیتاریست از Beast به‌دست‌آورد. Snakebite و Beast دو گروه از گروه‌هایی بودند که در کلوپ‌ها و بارهای محلی می‌نواختند و دموهای ارزان قیمتی را برای تبلیغ موسیقی خود ضبط می‌کردند. پش، سیگتی و اوریش با گروه‌های دیگر اجراهای آزمایشی انجام دادند، اما در اکتبر ۱۹۸۲ گروه جدیدی را با توماس استودیر در بیس و گیتاریست رودی گراف تشکیل دادند که با نام وارلاک و یک سبد پر از آهنگ‌ها آمدند. گروه جدید یک مدیر به‌نام پیتر زیمرمن پیدا کرد که کنسرت‌هایی را در حمایت از گروه هارد راک آلمانی Trance ترتیب داد و به ایجاد شهرت محکم برای وارلاک در صحنهٔ متال زیرزمینی محلی کمک کرد.
پس از ضبط یک نسخه دموی چهار آهنگه و ارسال آن به چندین شرکت ضبط و مجلهٔ موسیقی، گروه با ناشر مستقل بلژیکی Mausoleum Records قراردادی منعقد کرد. فرانک رایتل در بیس قبل از شروع ضبط اولین آلبوم آنها به‌نام «سوزاندن جادوگران» در سال ۱۹۸۴، با تهیه‌کننده اکسل توبوویل، یک استعدادیاب گروه‌های هوی متال آلمانی، به وارلاک پیوستند. آلبوم تنها در شش روز ضبط شد و قبل از انتشار توسط رینر آسمن و هنری استاروس ریمیکس شد.
این آلبوم به‌خوبی مورد استقبال منتقدان و طرفداران قرار گرفت و وارلاک برای اولین بار در خارج از آلمان تور برگزار کرد تا اولین نسخهٔ خود را در کنار همتایانش مانند Steeler منتشر کند. متأسفانه، توزیع بد و تأمین مالی نامناسب تور از سوی شرکت ضبط، انرژی تجاری آلبوم را فلج کرد و گروه را به شدت از ناشرشان Mausoleum ناراضی کرد.

### آلبوم‌های جهنمی و درست مثل فولاد
در اوایل سال ۱۹۸۵، گروه با ناشر بزرگ Phonogram قراردادی امضا کرد و دومین آلبوم خود «جهنمی» را ضبط کرد که توسط هنری استاروس تهیه شده بود و در مه ۱۹۸۵ توسط ورتیگو رکوردز در اروپا منتشر شد. این گروه مورد توجه رسانه‌ها قرار گرفت و در برنامه‌های تلویزیونی در بریتانیا و آلمان ظاهر شد. اولین تور اروپایی کامل، آن‌ها را به سالن کوکو در لندن برد، جایی که کنسرت، برای اولین انتشار ویدیویی وارلاک Metal Racer فیلمبرداری شد. اجرای زندهٔ وارلاک با نقد تحسین آمیز مجلهٔ بریتانیایی کرنگ! مورد استقبال قرار گرفت و این گروه در نظرسنجی خوانندگان آن مجله به‌عنوان «بهترین گروه جدید» در سال ۱۹۸۵ انتخاب شد. دورو پش همچنین در پایان سال ۱۹۸۴ توسط خوانندگان مجلهٔ موسیقی Metal Forces به‌عنوان بهترین خوانندهٔ زن انتخاب شد. گروه در فستیوال متال همر در لورلی آلمان در ماه سپتامبر در کنار گروه‌های متالیکا، ونوم، رانینگ وایلد، پرتی میدز، نازارث و ویشبون اش نواختند.
بعداً در همان سال، پس از تور برای آلبوم «جهنمی»، رودی گراف گیتاریست، گروه را ترک کرد و نیکو آروانیتیس، هم‌گروه سابق فرانک رایتل در Stormwind جایگزین او شد. این ترکیب به‌روز شده آلبوم درست مثل فولاد را در ماه مه تا ژوئن ۱۹۸۶ ضبط کرد که دوباره توسط هنری استاروس تهیه و توسط مایکل واگنر در ایالات متحده میکس شد. این آلبوم نقدهای متفاوتی دریافت کرد و بالاترین چارت وارلاک در آلمان بود که تا رتبهٔ ۱۸، صعود کرد و به‌دلیل تک آهنگ Fight for Rock، مقدار زیادی پخش رادیویی در ایالات متحده دریافت کرد. اولین موزیک ویدیوی گروه برای آن آهنگ ساخته شد و در ام‌تی‌وی ظاهر شد.
در ۱۶ اوت ۱۹۸۶، دورو پش اولین زنی بود که در جشنوارهٔ مانستر آو راک در کسل دونینگتون، انگلستان، که در آن وارلاک در همان صحنه که گروه‌های موتورهد، دف لپارد، آزی آزبورن و اسکورپیونز اجرا داشتند، در یک گروه حضور داشت. وارلاک همچنین فستیوال مانستر آو راک را در کنسرت فضای باز بازار می در مانهایم، آلمان غربی با ترکیبی شبیه به نمایش بریتانیایی و اضافه شدن گروه‌های McAuley Schenker Group و بون جووی افتتاح کرد. سال‌های ۱۹۸۶ و ۱۹۸۷ در توری سپری شد که شامل رویدادهای بریتانیا در حمایت از وسپ، و تاریخ‌های اروپایی برای حمایت از ستاره‌های متال جوداس پریست، در طول تور (Fuel for Life) آنها بود.

### پیشرفت بین‌المللی و تغییر نام
پس از تور «درست مثل فولاد»، پش مدتی را در ایالات متحده با مدیر جدیدش الکس گروب گذراند تا گروه را تبلیغ کند و تورها و ضبط‌های موسیقی را در آمریکا ترتیب دهد. در همان زمان، سیگتی و رایتل تصمیم گرفتند گروه را ترک کنند، ظاهراً تمایلی به رویارویی با تعهدی که انتقال به ایالات متحده را شامل می‌شد، نداشتند. آنها بلافاصله توسط نوازندگان آمریکایی، تامی بولان (عضو سابق Armed Forces) و تامی هنریکسن جایگزین شدند. با ترکیب جدید، وارلاک چهارمین و آخرین آلبوم استودیویی خود «پیروزی و عذاب»، را با تولید جوی بالین در سال ۱۹۸۷ در ایالات متحده ضبط کرد. این آلبوم پرفروش‌ترین آلبوم وارلاک بود که در آلمان طلایی شد و به رتبهٔ ۸۰ در نمودار آلبوم بیلبورد ۲۰۰ ایالات متحده رسید. ویدیوهای تک‌آهنگ «All We Are» و «Für Immer»، که به‌ترتیب در حوضهٔ رودخانهٔ لس‌آنجلس و در باتلاق‌های باتون روژ فیلم‌برداری شدند، در برنامهٔ هوی متال هدبنگرز بال ام‌تی‌وی  مداوم در حال چرخش بودند.
وارلاک تور اروپا را به‌عنوان گروه پشتیبانی برای گروه دیو برگزار کرد و پس از آن، اولین و تنها تور گستردهٔ خود را در ایالات متحده انجام داد و برای مگادث در کنار Sanctuary افتتاحیه اجرا کرد. آنها همچنین چندین نمایش را به تنهایی با اکت‌های آغازین مختلف، با گروه‌هایی مانند Fates Warning و Sword و Lillian Axe اجرا کردند. اوریش و آروانیتیس پس از این تور کنار رفتند و بابی راندینلی (سابق گروه رینبو) و گیتاریست جان لوین جایگزین آنان شدند.
در پایان سال ۱۹۸۸، دورو پش هنوز تنها عضو اصلی و تنها آلمانی در گروه باقی مانده بود. در این زمان، پیتر زیمرمن، مدیر سابق گروه، برای حقوق نام و برند گروه «وارلاک» شکایت کرد و برنده شد. پش به مبارزه برای این نام ادامه داد، اما با درخواست شرکت‌های ضبط برای تغییر نام گروه به دورو موافقت کرد تا به حرفهٔ خود ادامه دهد. اولین نسخه از آلبوم Force Majeure که با تشکیل نهایی وارلاک ضبط شد، به استثنای مجموعهٔ Rare Diamonds در سال ۱۹۹۱ آخرین نسخه‌ای بود که برچسبی را با نام گروه وارلاک در کنار دورو نشان داد. پش در نهایت پس از سال‌ها مبارزهٔ قانونی، در سال ۲۰۱۱ حقوق نام وارلاک را دوباره به‌دست‌آورد. دورو یک گروه فعال است و هنوز آهنگ‌های وارلاک را در برنامه‌های زندهٔ خود اجرا می‌کند.

### فعالیت‌های دیگر
رودی گراف پس از جدایی از وارلاک، در سال ۱۹۸۶ به گروه اسپید متال آلمانی ریج پیوست و آلبوم Execution Guaranteed را با آنها ضبط کرد. امروز او به‌عنوان نوازنده و ترانه‌سرا در استودیو کار می‌کند. فرانک رایتل، پیتر سیگتی و توماس فرانکه نوازندهٔ سابق Snakebite در سال ۱۹۸۷ در Animal House، اولین آلبوم انفرادی خوانندهٔ سابق اکسپت، یودی‌او درک‌اشنایدر، نواختند. رایتل و سیگتی در دههٔ ۱۹۹۰ گروه‌های ناموفق ملودیک متال Energy و Coracko را تشکیل دادند. مایکل اوریش گروه Casanova را با خواننده مایکل ووس تشکیل داد که در اواخر دههٔ ۸۰ فعال بود.
دورو پش دوباره با سیگتی، آروانیتیس، رایتل و اوریش متحد شد تا به‌عنوان وارلاک در کنسرت جشن بیستمین سالگرد خود در دوسلدورف در ۱۳ دسامبر ۲۰۰۳ و بعداً در جشنوارهٔ وکن اوپن ایر ۲۰۰۴ اجرا کند. مشکلات حقوقی بیشتری بر سر استفاده از نام وارلاک با رودی گراف، عضو سابق ایجاد شد و حضور مجدد گروه در جشنواره‌ها و کنسرت‌های ویژه به‌عنوان «وارلاک ۱۹۸۶» نامگذاری شد. فرانک رایتل نواختن بیس را کنار گذاشت و در سال ۲۰۰۴ از تجارت موسیقی بازنشسته شد. آروانیتیس و سیگتی در اواخر آوریل ۲۰۰۵ در نمایش راک کلاسیک آل استارز در بوخوم، آلمان، با مارتین کسیچی، اکسل رودی پل، کای هافمن، جف براون (سابق گروه Sweet) و ستارهٔ فوتبال آلمانی هولگر آدن با هم برنامه اجرا کردند.
در دسامبر ۲۰۰۸، ناشر آلمانی Pure Steel Records اولین آلبوم رسمی ادای احترام به وارلاک را با عنوان Tribute to Steel با ظاهر خاص اعضای گروه منتشر کرد. از سال ۲۰۱۱، تامی هنریکسن عضو گروه انفرادی آلیس کوپر بوده و از سال ۲۰۱۲ همچنین عضو گروه Hollywood Vampires است، یک ابرگروه که شامل کوپر، جو پری و جانی دپ نیز می‌شود.

## موسیقی و سبک
وارلاک یکی از معدود گروه‌های هوی متال موفق زن در دههٔ ۸۰ بود، زمانی که صحنهٔ متال تحت سلطهٔ خوانندگان مرد بود. صدای دورو پش و حضور روی صحنهٔ او، بلافاصله توجه طرفداران و مطبوعات را به‌خود جلب کرد و او به ابزار اصلی تبلیغ برای گروه و همچنین سخنگوی اصلی وارلاک تبدیل شد. موسیقی وارلاک همیشه عمدتاً به‌عنوان هوی متال توصیف می‌شود، و گروه به عنوان تأثیرات اصلی به متال دههٔ ۱۹۷۰ مانند جوداس پریست، اسکورپیونز، اکسپت، و گروه‌هایی از موج جدید جنبش هوی متال بریتانیایی اشاره می‌کند.
صداگذاری و ترانه‌سرایی وارلاک از هوی متال سنتی اولین آلبوم آنها «سوزاندن جادوگران» به آهنگ سریعتر و تیره‌تر آلبوم «جهنمی» تبدیل شد که عناصری از پاور متال مانند تمپوهای سریع، گروه‌های کر قدرتمند و اشعار الهام گرفته از فانتزی را در خود جای داده است. «درست مثل فولاد» یک آلبوم تجاری‌تر است که در آن هرگونه اشاره به فانتزی و جادو در اشعار کنار گذاشته شد. «پیروزی و عذاب» عناصر آلبوم اول را بازیابی می‌کند، اما به‌سمت صدای ملودیک و سازگار با رادیوی همه پسند نیز متأثر از تولید ایالات متحده است. تصنیف‌های قدرتمند نیز مشخصهٔ وارلاک بود و در لیست آهنگ‌های هر آلبوم وجود دارد.

## آلبوم‌ها
- سوزاندن جادوگران (۱۹۸۴)
- جهنمی (۱۹۸۵)
- درست مثل فولاد (۱۹۸۶)
- پیروزی و عذاب (۱۹۸۷)

## اعضای گروه
۱۹۸۳–۱۹۸۲
- دورو پش – آواز
- پیتر سیگتی – گیتار
- رودی گراف – گیتار
- توماس استودیر – بیس
- مایکل اوریش – درامز

۱۹۸۵–۱۹۸۳
- دورو پش – آواز
- پیتر سیگتی – گیتار
- رودی گراف – گیتار
- فرانک رایتل – بیس
- مایکل اوریش – درامز

۱۹۸۷–۱۹۸۵
- دورو پش – آواز
- پیتر سیگتی – گیتار
- نیکو آروانیتیس – گیتار
- فرانک رایتل – بیس
- مایکل اوریش – درامز

۱۹۸۸–۱۹۸۷
- دورو پش – آواز
- نیکو آروانیتیس – گیتار
- تامی بولان – گیتار
- تامی هنریکسن – بیس
- مایکل اوریش – درامز

۱۹۸۹–۱۹۸۸
- دورو پش – آواز
- جان لوین – گیتار
- تامی هنریکسن – بیس
- بابی راندینلی – درامز